# Школьный Надзор
«Школьный Надзор» — роман российского писателя-фантаста Сергея Лукьяненко в соавторстве с Аркадием Шушпановым, первый в межавторском цикле «Дозоры Сергея Лукьяненко», рассказывающем о вымышленном мире Иных. Роман был впервые опубликован издательством «АСТ» в 2014 году.
В специальном интернате, скрытом от обычных людей, собраны подростки-Иные, которым педагоги пытаются объяснить необходимость соблюдения Великого Договора между Иными.
В 2015 году роман был номинирован на премию «РосКон» в номинации «Межавторский проект».

## Создание и издание
| Год  | Издательство | Место издания | Серия  | Тираж | Примечание                        | Источник |
| ---- | ------------ | ------------- | ------ | ----- | --------------------------------- | -------- |
| 2014 | АСТ          | Москва        | Дозоры | 40000 | Иллюстрация на обложке А. Фереза. | [ 1 ]    |

| Год  | Название                           | Издательство | Место издания | Язык       | Переводчик  | Источник |
| ---- | ---------------------------------- | ------------ | ------------- | ---------- | ----------- | -------- |
| 2014 | Училищен надзор                    | ИнфоДар      | София         | Болгарский | В. Велчев   | [ 2 ]    |
| 2016 | Die Wächter — Licht und Dunkelheit | Heyne        | Мюнхен        | Немецкий   | C. Pöhlmann | [ 3 ]    |

## Адаптации

### Аудиокнига
В 2014 году московским аудио-издательством «Аудиокнига», входящим в издательскую группу «АСТ», была выпущена аудиокнига «Школьный Надзор» по роману Сергея Лукьяненко и Аркадия Шушпанова. Запись продолжительностью 10 часов 41 минуту вышла на одном CD. Текст в формате монолога с музыкальным сопровождением читает Валерий Смекалов.